# ぺんしる
株式会社ぺんしるは、東京都練馬区に本社を置くゲーム制作会社。ブランドに「Primula」「PARTICLE」「ぱじゃまソフト」などがある。
近年Primula、PARTICLEなどの新ブランドを投入し、全年齢向け対象のタイトルに力を入れ多くの製品を発売している。

## 作品一覧
ブランド別・日付順に記載。

### ぷちぱじゃま
- 2003年8月29日 - Please teach! My Angel
- 2003年8月29日 - ぷにつま 〜奥さんはあなた色〜
- 2004年1月30日 - プリいも Please teach! My Sister
- 2004年9月17日 - あねいも 〜アイとHのステップアップ〜
- 2004年11月2日 - ね〜つま 〜ハッピーライフ＆Hレッスン〜（開発はフライングシャイン）
- 2004年11月26日 - PURE MAID 〜着せかえしてね〜
- 2005年8月26日 - パペットプリンセス 〜傀儡姫。わたしは、操り人形〜
- 2014年4月25日 - えろどるっ☆
- 2014年6月27日 - リリウム×トライアングル

### bootUP!
- 2007年4月27日 - あねいも2 〜Second Stage〜
  - 2008年3月28日 - あねいも2 H's 〜もっとHにステップUP!〜
  - 2009年2月27日 - あねいも2 いもいもファンディスク 〜皐月&唯のLOVEエロプチ旅行編〜
  - 2010年4月30日 - あねいも2 あねあねミニファンディスク 〜深月&沙織のLOVEエロ・サマーバケーション〜
- 2010年4月30日 - FUTA・ANE 〜ふたあね〜 bitter&sweet
- 2011年8月5日 - あねいも エターナルエディション
- 2011年8月26日 - とらバ!
- 2012年1月27日 - ふたあねHs 〜若葉とあやめのLOVEエロ物語〜
- 2012年11月30日 - あねいもNeo 〜Second Sisters〜
  - 2013年11月29日 - あねいもNeo+ 〜Second Sisters〜
  - 2015年4月24日 - もっともっと桜 〜母さんの母乳（みるく）〜
  - 2015年4月24日 - もっともっと、舞 〜姉さんの美尻〜
  - 2015年4月24日 - もっともっと、七菜 〜妹の大きなおっぱい〜
- 2014年11月28日 - はにつま
  - 2015年10月30日 - はにつまHs 〜アフターウェディング〜
- 2016年9月23日 - ままはは
- 2017年9月29日 - あまいえ
- 2018年9月28日 - ままはは2
- 2019年10月25日 - みつあね
- 2020年9月25日 - まましす
- 2021年4月30日 - ぼくおね

### Lillian
ぱじゃまソフトに所属していたかんなぎれいが作った新ブランド。なお、かんなぎは2012年4月にぱじゃまソフトを退職、5月より株式会社ホークアイに転籍し、新ブランドmiraiを設立した。
- 2008年9月26日 - ティンクル☆くるせいだーす
  - 2012年2月10日 - ティンクル☆くるせいだーす -Passion Star Stream-

### ぱじゃまエクスタシー
（2025年3月から「POISONエクスタシー」名義に変更）
- 2009年2月27日 - もみちゅぱティーチャー! 〜巨乳姉妹と三角関係〜
- 2014年3月28日 - らぶらぶらいふ 〜お嬢様7人とラブラブハーレム生活〜（SkyFishとのコラボ作品）
- 2015年7月31日 - らぶらぶプリンセス 〜お姫さまがいっぱい！もっとエッチなハーレム生活!!〜（SkyFishとのコラボ作品）
- 2017年1月27日 - らぶらぶシスターズ ～花嫁＆姉妹達とのドキドキハーレム生活～
- 2020年2月28日 - 最高に都合のいいパイズリ上手のマリーさん
- 2020年5月29日 - ぼくと先生の乳淫せいかつ
- 2020年8月28日 - あまあま★シェアリング
- 2021年3月26日 - こすつま ～新妻とエッチなコスプレレッスン～
- 2023年6月30日 - 性感エステ 灯-AKARI- マキ(28)[4]
- 2025年7月25日 - 最高に都合のいいパイズリ上手のマリーさん MOTION EDITION
- 2025年7月25日 - もっと！最高に都合のいいパイズリ上手のソフィーさん[5][6]

### Aries
ブランド名は牡羊座に由来しており、同ブランドのプロデューサー・やまさきともやは「人間と共存する」ヒツジの在り方にちなんだと「テックジャイアン」2013年11月号に掲載されたブランドインタビューの中で説明している。
- 2009年9月18日 - ANGEL NAVIGATE
- 2011年3月31日 - とらぶる@すぱいらる!
- 2011年4月27日 - 俺の彼女のウラオモテ
- 2013年4月26日 - ナイものねだりはもうお姉妹
- 2014年6月27日 - スクランブル・ラバーズ
- 2016年5月27日 - タラレバ 〜as in What if stories〜

### SEVEN WONDER (合同会社トライスター)
- 2011年5月27日 - 太陽のプロミア
  - 2012年2月24日 - 太陽のプロミア Flowering Days
- 2013年9月27日 - ひめごとユニオン 〜We are in springtime of life！〜
  - 2014年5月30日 - ひめごとユニオン もーっとH！ 〜巻ノ一 九帖聖のいちゃラブな日常〜
  - 2014年7月25日 - ひめごとユニオン もーっとH！ 〜巻ノ二 桐島夕輝のマシュマロライフ〜
  - 2014年8月29日 - ひめごとユニオン もーっとH！ 〜巻ノ三 三芳野小春の幼な妻日記〜
  - 2014年10月31日 - ひめごとユニオン もーっとH！ 〜巻ノ四 ヒメリアのラブ盛りスイートアルバム〜
  - 2015年1月30日 - ひめごとユニオン Last Secret

### Pink Tissue
- 2012年9月28日 - 人妻ンション〜うわさの巨乳人妻三姉妹〜
- 2012年11月9日 - 人妻ンション2〜うるわしの巨乳人妻三姉妹

### Primula (全年齢対象・女性向けブランド)
- 2013年7月25日 - シチュエーションCD 戦国添い寝シリーズ　vol.1 伊達政宗編
- 2013年8月29日 - シチュエーションCD 戦国添い寝シリーズ　vol.2 真田幸村編
- 2013年9月26日 - シチュエーションCD 戦国添い寝シリーズ　vol.3 石田三成編
- 2014年6月11日 - シチュエーションCD 戦国添い寝シリーズ　vol.4 明智光秀編
- 2014年7月16日 - シチュエーションCD 戦国添い寝シリーズ　vol.5 上杉謙信編
- 2014年8月13日 - シチュエーションCD 戦国添い寝シリーズ　vol.6 織田信長編
- 2015年2月20日 - 大正×対称アリスepisode1(Windows版）
- 2015年5月29日 - 大正×対称アリスepisode2(Windows版）
- 2015年8月28日 - 大正×対称アリスepisode３(Windows版）
- 2015年12月25日 - 大正×対称アリスepilogue(Windows版）
- 2016年2月24日 - 大正×対称アリスキャラクターソング「シンデレラ」
- 2016年2月24日 - 大正×対称アリスキャラクターソング「赤ずきん」
- 2016年3月30日 - 大正×対称アリスキャラクターソング「かぐや」
- 2016年3月30日 - 大正×対称アリスキャラクターソング「グレーテル」
- 2016年4月27日 - 大正×対称アリスキャラクターソング「白雪」
- 2016年4月27日 - 大正×対称アリスキャラクターソング「魔法使い」
- 2016年5月25日 - 大正×対称アリスキャラクターソング「アリス」
- 2016年6月2日 - 大正×対称アリスall in one （PlayStation Vita版）
- 2017年4月21日 - 大正×対称アリス HEADS&TAILS(Windows版）
- 2018年9月28日 - 軍靴をはいた猫(Windows版）
- 2019年4月18日 - 大正×対称アリスall in one （Nintendo Switch版）
- 2019年6月26日 - 大正×対称アリスデュエットソング「オオカミ＆赤ずきん」
- 2019年6月26日 - 大正×対称アリスデュエットソング「猟師＆白雪」
- 2019年9月12日 - 軍靴をはいた猫（PlayStation Vita版）
- 2019年11月28日 - 大正×対称アリスepisode1STEAM（Windows版）
- 2020年6月18日 - 軍靴をはいた猫（Nintendo Switch版）

### エロイット
- 2013年8月30日 - 姉さんのカレシ 〜憧れの姉さんが親友と付き合い始めました〜
- 2014年3月28日 - いけない子作り 〜親友のお母さんに種付けしまくる1週間〜
- 2014年7月25日 - 父娘愛（おやこあい） 〜いけない子作り2〜
- 2015年2月27日 - 母さんのオトコ 〜野獣のような男に牝の悦びを覚えさせられる最愛の母〜
- 2015年6月26日 - 母子愛（おやこあい）2
- 2016年1月29日 - イケナイ子作り3 〜息子の恋人が魅力的で困ってます〜
- 2016年5月27日 - 僕の大好きな叔母さん
- 2017年1月27日 - 女忍者アズサvsオーク 〜絶頂!異種姦バトル!〜
- 2017年4月28日 - いけない子作り4 〜姉貴が実は俺のザーメンが大好きだった!?〜
- 2017年12月22日 - 母感（ぼかん） 〜義母さんの子宮（なか）は誰のモノ?〜
- 2018年3月23日 - イケナイ子作り5 〜隣に越してきた人妻とイケナイSEX〜
- 2018年7月27日 - 女忍者アズサvsオーク2 〜淫獣たちの宴〜
- 2019年1月25日 - 娘のミライ 〜愛しい娘が快楽に堕ちる時〜
- 2019年6月28日 - 女忍者アズサvsオーク3 〜淫獣たちの王国〜
- 2020年4月24日 - トモダチの母 〜熟々たる想い〜
- 2020年6月26日 - 母さんのオトコ2 〜最愛の母に群がる雄〜
- 2021年6月25日 - 哀妻（あいさい） 〜妻と親父だけの時間（とき）〜
- 2021年9月24日 - 人妻天国（ひとづまヘブン） 〜托卵・熟れた子宮に子種を注ぐ〜
- 2022年11月25日 - 僕のいない時間に間男達に種付けされる母

### PARTICLE (全年齢対象) 2022年活動終了[8]
- 2013年11月27日 -りりくる - LIly LYric cyCLE -Vol.1『恋心フレンズ』
- 2013年11月27日 - りりくる - LIly LYric cyCLE -Vol.2『bitter honey』
- 2013年11月27日 - りりくる - LIly LYric cyCLE -Vol.3『もっと、ずっと、ぎゅっと、』
- 2014年7月30日 - りりくる Extra episode『夏休み編 -smile with sun-』
- 2014年10月29日 - りりくる Extra episode『冬休み編 -trust in snow-』
- 2014年8月20日 - りりくる キャラクターデュオシリーズアリス♥伊吹『Doki Doki スキランブル！』
- 2014年9月10日 - りりくる キャラクターデュオシリーズ真優♥真衣『half destination』
- 2014年10月1日 - りりくる キャラクターデュオシリーズ陽奈♥彩愛『恋心つなぎっ♪』
- 2015年2月25日 - りりくる - LIly LYric cyCLE -Vol.4『ヒミツ・リレイション』
- 2015年3月25日 - りりくる - LIly LYric cyCLE -Vol.5『ざわめき、ときめき、やっぱ好き。』
- 2015年4月29日 - りりくる - LIly LYric cyCLE -Vol.6『Beside You』
- 2015年11月25日 - りりくる キャラクターデュオシリーズ2nd season コンプリートＢＯＸ
- 2015年11月25日 - りりくる キャラクターデュオシリーズ歩実♥羽佳『パッチワーク・ラブリー！』
- 2015年11月25日 - りりくる キャラクターデュオシリーズ晴♥星良『Aozora Shooting Star☆彡』
- 2015年11月25日 - りりくる キャラクターデュオシリーズなつき♥美緒『ＰＫＦわーるど』（"ぴこふ"わーるど）
- 2016年4月28日 - りりくる Rainbow Stage!!!（Windows版ADV）
- 2016年6月29日 - りりくる VOCAL COLLECTION!!!
- 2018年3月28日 - りりくるRSPD　Vol.1『恋心リフレイン』
- 2018年3月28日 - りりくるRSPD　Vol.2『mellow linkage』
- 2018年3月28日 - りりくるRSPD　Vol.3『好きって、言って、ちゅってして！』
- 2018年9月26日 - りりくるRSPD　Vol.4『ナイショ・アフェクション』
- 2018年9月26日 - りりくるRSPD　Vol.5『よりそう、ふれあう、だって好きっ』
- 2018年9月26日 - りりくるRSPD　Vol.6『Because of You』
- 2019年5月29日 - りりくるRSPD　Vol.7-A『Aurora daydream』
- 2019年5月29日 - りりくるRSPD　Vol.7-B『Blooming moonlit』
- 2019年5月29日 - りりくるRSPD　Vol.7-C『Cheerful sunflower』

### おもちそふと[9]
- 2017年10月27日 - あるいは恋という名の魔法

### PIXEL MINT[10]
- 2018年3月30日 - ぱらだいすお〜しゃん

## 主なスタッフ
- 原画 - 大野哲也